# Якшинська
Я́кшинська (рос. Якшинская) — присілок у складі Кічменгсько-Городецького району Вологодської області, Росія. Входить до складу Городецького сільського поселення.

## Населення
Населення — 50 осіб (2010; 62 у 2002).
Національний склад (станом на 2002 рік):
- росіяни — 100 %